# Emirados Árabes Unidos nos Jogos Olímpicos de Verão de 1996
Emirados Árabes Unidos participou dos Jogos Olímpicos de Verão de 1996 em Atlanta, Estados Unidos.